# Catch Up
「Catch Up」（キャッチアップ）は、WANIMAの4作目のフル・アルバム。2023年10月11日にunBORDEから発売された。

## 概要
- 前作『COMINATCHA!!』から約4年振りのリリース。
- CDは初回限定盤、通常盤の2形態で発売。
- 初回限定盤には、「WANIMA presents 1CHANCE FESTIVAL2022」(Blu-ray)(※WANIMAのライブシーンのみ)のライブ映像を収録したBlu-rayとCatch Up -1 Time 1 Chance-フォトブックレットを付属。更に、三方背BOX仕様となっている。

## 収録曲

### CD
- 全曲作詞・作曲：KENTA　編曲：WANIMA

1. Catch Up - [1:23]
2. 名もなき日々 - [1:40]
3. 1988 - [1:16]
4. Do you get it now? - [3:03]
5. 遠くまで - [3:07]
  - 福岡ソフトバンクホークスの柳田悠岐選手の登場曲。同選手のために書き下ろされた。
  - 福岡ソフトバンクホークス長編ドキュメンタリー映画「思い出を、超えていけ。30th Documentary HAWKS」主題歌
6. 夏暁 - [3:53]
  - Netflix『GAMERA -Rebirth-』主題歌
7. FLY & DIVE - [3:45]
  - Netflix『GAMERA -Rebirth-』エンディングテーマ
8. Chasing The Rainbow - [3:43]
  - 東京ヤクルトスワローズの村上宗隆選手の登場曲。同選手のために書き下ろされた。
9. 曖昧 - [3:42]
  - 配信限定7thシングル
  - ABEMA『シャッフルアイランド』主題歌
  - 埼玉西武ライオンズの山田陽翔選手の登場曲
10. Damn away - [1:16]
11. This That Shit - [3:05]
12. Oh!? lie! wrong!! - [3:36]
  - フジテレビ系『奇跡体験！アンビリバボー』エンディングテーマ
13. 扉の向こう - [3:56]
  - 大正製薬『リポビタンD』CMソング
14. 眩光 - [3:35]
  - 配信限定8thシングルの1曲目
  - フジテレビ系水10ドラマ『ナンバMG5』主題歌
  - 千葉ロッテマリーンズの森遼大朗選手の登場曲。
15. あの日、あの場所 - [4:22]
  - 配信限定8thシングルの2曲目
  - フジテレビ系水10ドラマ『ナンバMG5』挿入歌
16. バックミラー - [3:49]
17. サシヨリ - [3:46]
18. 遠ざかる声に - [3:30]
19. Midnight Highway - [4:11]
20. 舞台の上で - [3:10]
  - 森永製菓『inゼリー』CMソング

### 1 CHANCE DISC (初回限定盤)
- WANIMA presents 1CHANCE FESTIVAL2022(WANIMAのみ)

1. Hey Lady
2. Japanese Pride
3. つづくもの
4. リベンジ
5. オドルヨル
6. 愛彌々
7. 夏の面影
8. THANX
9. いいから
10. 雨あがり
11. Cheddar Flavor
12. HOPE
13. 眩光
14. エル
15. BIG UP
16. 1106
17. ともに
18. ここから

## チャートと売上
2023年9月20日発表のラジオ・オンエア・チャートにて『夏暁』が2位にランクインした。

## その他
『夏暁』の一発撮りが2023年12月6日に「THE FIRST TAKE」において披露された。